# 英国式庭園殺人事件
『英国式庭園殺人事件』（えいこくしきていえんさつじんじけん The Draughtsman's Contract）は、1982年製作のイギリス映画である。ピーター・グリーナウェイ監督・脚本。彼の初めての長編映画になる。2013年、スティーヴン・ジェイ・シュナイダーの『死ぬまでに観たい映画1001本』に掲載された。

## キャスト
- R・ネヴィル：アンソニー・ヒギンズ
- ヴァージニア・ハーバート：ジャネット・サズマン
- アン・ルイーズ・ランバート